# ASK Riga
ASK Riga je bio latvijski košarkaški klub iz Rige. Prethodnik "ASK" je skraćenica za "Armijas Sporta Klubs" (hr: Vojni sportski klub).

## Karijera
ASK Riga je u svojoj prošlosti bila jedan od najslavnijih europskih košarkaških klubova te jedna od najboljih momčadi Sovjetskog Saveza. 1958. bili su prvi pobjednici najjačeg europskog klupskog natjecanja, titulu europskog prvaka osvajaju tri godine zaredom. U finalima su poraženi bugarski Akademik Sofija (1958. i 1959.) i gruzijski Dinamo Tbilisi (1960.). Nakon toga klub je bio uspješan samo u Sovjetskom savezu, a ranim 90-ima klub počinje stagnirati. Zbog financijskih problema ASK Riga je prestala s radom i klub se ugasio. Njegov rad je obnovljen 2004. pod imenom "BK Riga", a 23. ožujka 2006. uz pomoć Gradskog vijeća Riga, Nacionalnih vojnih snaga i nekih moćnih sponzora, otkupljena je povijest ASK Rige. Klub je dobio novu dvoranu Arena Riga, kapaciteta 10,500 sjedećih mjesta.Klub je svoju posljednju sezonu odigrao 2008/09.

## Trofeji
- Latvijsko prvenstvo: 2007.
- Sovjetsko prvenstvo: 1955., 1956., 1957., 1958.
- Euroliga:  1958., 1959., 1960.

## Poznati igrači
| - Sandis Buškevics - Dairis Bertāns - Rolands Freimanis - Gatis Jahovičs - Kaspars Kambala - Salvis Mētra - Andrejs Šeļakovs - Arturs Šēnhofs - Sandis Valters - Arnis Vecvagars - Uģis Viļums | - Torraye Braggs - A. J. Bramlett - Corey L. Brewer - Dwayne Broyle - Ricardo Marsh - Curtis Millage - Aerick Sanders | - Bruno Šundov - Martynas Andrukaitis - Steponas Babrauskas - Milutin Aleksić - Marko Antonijević - Smiljan Pavič |

## Vanjske poveznice
- Službena stranica (let.)